# 通智
通智（？—1757年），馬佳氏，滿洲正黃旗人，清朝政治人物、清朝兵部尚書。
曾任兵部左侍郎。雍正十三年八月乙酉，接替性桂，擔任清朝兵部尚書，后解。由那蘇圖接任。